# Salvatore Gionta
Salvatore Gionta (* 22. Dezember 1930 in Formia; † am oder vor 28. Juli 2025) war ein italienischer Wasserballspieler. Er war Olympiasieger 1960 und Olympiadritter 1952 sowie Europameisterschaftsdritter 1954. Er gewann einmal bei Mittelmeerspielen.

## Karriere
Der 1,82 Meter große Salvatore Gionta spielte bei Lazio Rom.
Bei den Olympischen Spielen 1952 in Helsinki gewann die italienische Nationalmannschaft ihre ersten sieben Spiele und verlor dann in der Finalrunde gegen die Ungarn und gegen die Jugoslawen. Die Ungarn erhielten die Goldmedaille, die Jugoslawen Silber und die Italiener Bronze. Gionta wurde in den Vorrundenspielen gegen Indien und die USA eingesetzt. Zwei Jahre später wurde Gionta mit der italienischen Mannschaft auch bei der Wasserball-Europameisterschaft 1954 in Turin Dritter hinter den Mannschaften aus Ungarn und aus Jugoslawien. Im Jahr darauf gewann die italienische Mannschaft den Titel bei den Mittelmeerspielen 1955 in Barcelona. 1956 gehörte Gionta nicht zum italienischen Kader bei den Olympischen Spielen in Melbourne.
Salvatore Gionta nahm 1959 an der Universiade in Turin teil, die Italiener gewannen die Bronzemedaille. Bei den Olympischen Spielen 1960 in Rom war Gionta wieder in der italienischen Mannschaft. Die Italiener besiegten in der Finalrunde die Mannschaften aus der Sowjetunion und die Jugoslawen und spielten im letzten Spiel gegen die Ungarn Unentschieden. Damit gewannen sie die Goldmedaille vor dem Team aus der Sowjetunion und den Ungarn. Gionta wurde gegen Japan und gegen die Vereinigte Arabische Republik eingesetzt und warf gegen die VAR zwei Tore.
Nach den Olympischen Spielen 1960 beendete Gionta seine aktive Laufbahn. Er blieb dem Sport aber als Trainer und Funktionär verbunden.